# Zurich Insurance Group
Zurich Insurance Group (ZURN), comúnmente conocida como Zurich, es una empresa de seguros suiza, con sede en Zúrich, Suiza. Zurich Insurance Group es la empresa de seguros más grande de Suiza. A fecha de 2013, Zurich era la 75.a mayor empresa con cotización en bolsa, según la lista Global 2000s de Forbes, y se encontraba en el puesto 94 en la lista de marcas top100 de Interbrands el año 2011.
Zurich Insurance Group Ltd es una empresa aseguradora internacional, que se encuentra dividida en tres segmentos empresariales principales: Seguros generales, Vida global y Agricultores. La empresa tiene alrededor de 60 000 empleados, que ofrecen sus servicios a clientes de más de 170 países y territorios de todo el mundo.
Zurich Insurance Group Ltd cotiza en la SIX Swiss Exchange y, a fecha de 2012, la posición capital del grupo era fuerte, con un capital contable de 34.494 billón de $.

## Historia

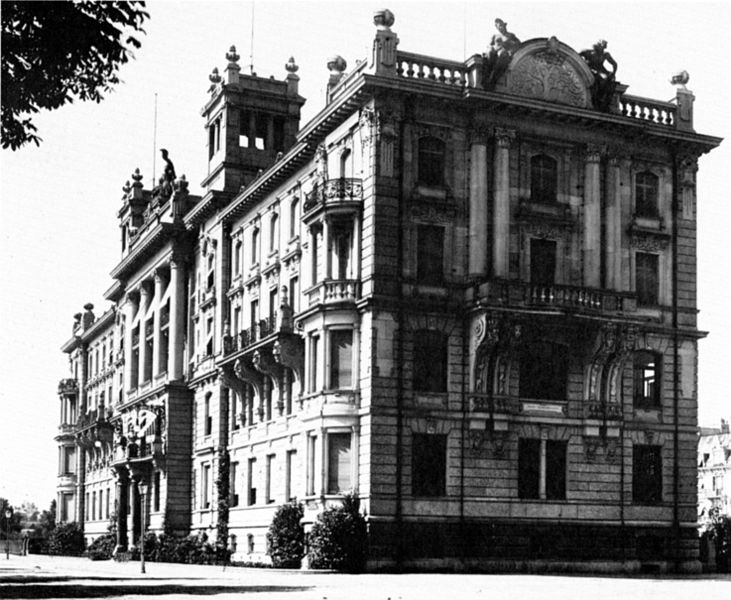
Sede central de Zurich, conocida por entonces como Zurich General Accident and Liability Insurance, en Zúrich alrededor de 1905

La empresa fue fundada en el año 1872 como reaseguradora del campo marino, bajo el nombre “Versicherungs-Verein” (Asociación de seguros en alemán), una filial de Schweiz Marine Company. En el año 2000, y tras diversas adquisiciones, se unificó para conformar una única sociedad de cartera, Zurich Financial Services.
En abril del año 2012, Zurich Financial Services Ltd (Servicios Financieros Zurich en inglés) cambió su nombre a Zurich Insurance Group Ltd (Grupo Asegurador Zurich). El cambio de nombre refleja que, en los últimos años, Zurich se ha concentrado en el sector de los seguros. En una declaración de intenciones, el grupo explicó las razones que se encontraban detrás del cambio de nombre. “Como reconocimiento de este enfoque estratégico, la referencia a los servicios financieros del nombre de la empresa se ha sustituido para indicar la actividad de seguros del grupo, así como para especificar su finalidad.”
Eje cronológico
- 1872 Zurich se funda como reaseguradora marina bajo el nombre “Versicherungs-Verein”
- 1875 Zurich pasa al sector de seguros de accidentes, y cambia su nombre a Zurich Transport and Accident Limited
- 1880 Zurich abandona el sector marino tras una grave pérdida
- 1894 Zurich cambia su nombre a Zurich General Accident & Liability Insurance Limited
- 1912 Zurich obtiene las licencias necesarias para empezar a realizar actividades en los EE. UU.
- 1915 Zurich compra por primera vez una empresa en su totalidad, la empresa de Barcelona Hispania Compañía General de Seguros
- 1922 Zurich entra en el mercado de seguros generales del Reino Unido como primera empresa de seguros extranjera en suscribir seguros para accidentes directos. Zurich pone en marcha VITA Life Insurance Company en Suiza
- 1925 Zurich se convierte en la aseguradora oficial de todos los automóviles Ford nuevos comercializados en el Reino Unido
- 1929 Se funda Zurich Fire Insurance Company of New York
- 1939 Se funda en Nueva York la American Guarantee and Liability Company
- 1955 Zurich se establece como aseguradora mayorista única, y cambia su nombre a Zurich Insurance Company
- 1976 Se funda la División internacional
- 1978 Se funda Ingeniería de riesgos
- 1986 Zurich obtiene una licencia de seguros para Japón
- 1991 Zurich entra al mercado latinoamericano y adquiere la Compañía de seguros Chilena Consolidada, la aseguradora más antigua de Chile ampliándose al mercado de los seguros de salud, vivienda, automotriz y previsión
- 1996 Se funda Zurich Capital Markets
- 1997 Zurich adquiere un interés mayoritario en Scudder, Stevens & Clark, Nueva York, una empresa totalmente financiera no dedicada al sector del seguro
- 1998 Zurich se fusiona con la división de servicios financieros de BAT, empresa del Reino Unido, y se convierte en Zúrich Financial Services
- 2003 Se lanza Zurich Way para estandarizar los procesos empresariales básicos y compartir prácticas recomendadas
- 2005 Zurich lanza su campaña de marca internacional “Because change happenz”
- 2008 Se presenta Zurich HelpPoint
- 2010 Se incluye a Zurich en la clasificación Interbrand de marcas internacionales más destacadas por primera vez
- 2012 Zurich Financial Services Ltd cambia su nombre a Zurich Insurance Group Ltd

## Estructura empresarial

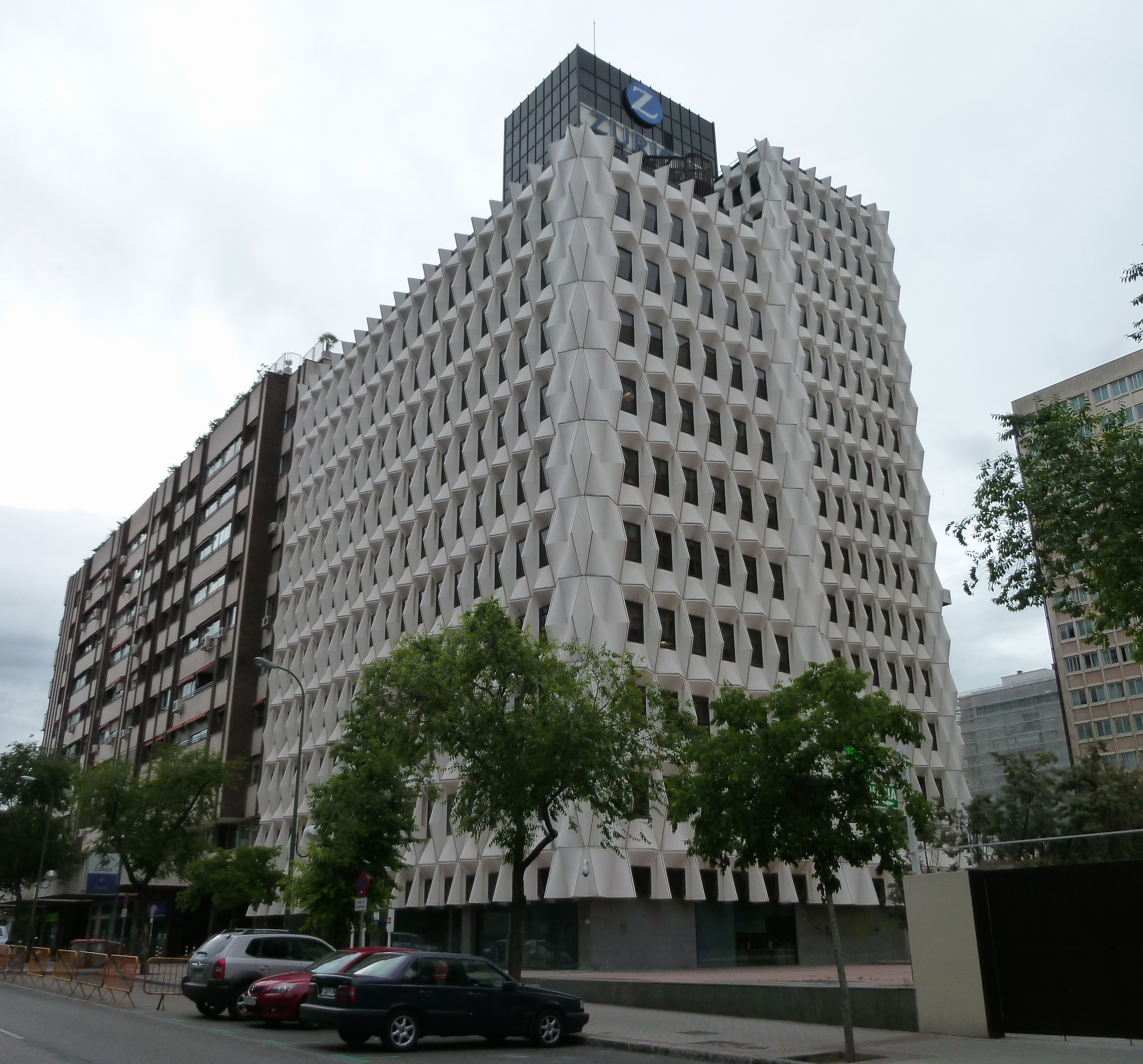
Oficinas de Zurich en Madrid (España).

Zurich Insurance Group Ltd está dividida en tres segmentos empresariales básicos.

### Seguros generales
La división Seguros generales de Zurich ofrece sus servicios a personas, pymes e importantes empresas multinacionales con productos y servicios para vehículos a motor, domésticos y comerciales.

### Vida global
La división Vida global de Zurich ofrece seguros de vida, planes de ahorro, de inversión y de pensiones a sus clientes.

### Agricultores
El segmento Agricultores de Zurich incluye servicios de gestión de agricultores, que proporciona servicios de gestión no relacionados con reclamaciones a Farmers Exchanges (que no es propiedad de Zurich), así como a la división de negocio Farmers RE, asumida por el grupo de Farmers Exchange. El Farmers Insurance Group de Zurich representa el tercer grupo de seguros más grande de los Estados Unidos.

## Productos
Zurich Insurance Group Ltd ofrece productos de seguros generales y de vida para personas y empresas, entre los que se incluyen los siguientes: seguros de automóvil, seguros de hogar, seguros de responsabilidad general, seguros de vida y de enfermedades graves, ahorros e inversión, pensiones y planes de pensiones.

## Áreas de negocio
Zurich es conocida por ser una aseguradora a nivel internacional. Ofrece sus servicios a clientes de unos 170 países, desarrollando sus principales operaciones en Europa, América del Norte, Asia-Pacífico y América Latina.

## Gobierno corporativo
En el año 2009, Zurich recibió el galardón “Best Insurance Services” concedido por Charity Times, y estuvo entre los candidatos al premio en el año 2010.
Según el sitio web de la empresa, The Zurich Community Trust (Reino Unido) ha donado 60 millones de £ desde el año 1981, con el objetivo de apoyar a 600 entidades benéficas al año. Zurich fue una de las primeras empresas en logar el sello Community Mark otorgado por Business in the Community, sello que ha conservado durante tres años.
A nivel de grupo, el objetivo de The Z Zurich Foundation es ayudar a personas y a comunidades comprender y gestionar el riesgo, aprovechando los puntos fuertes de Zurich como empresa de seguros. Zurich está logrando este objetivo trabajando en una asociación a largo plazo con empresas sin ánimo de lucro concretas, como por ejemplo Practical Action, Rainforest Alliance y la Federación de la Cruz Roja y la Media Luna Roja.
En el año 2011, Zurich lanzó un recurso en línea gratuito, My Community Starter, diseñado para que la participación en actividades comunitarias resulte más sencilla.

## Rendimiento/información financiera
Zurich Insurance Group Ltd (“Zurich”) cotiza en la SIX Swiss Exchange bajo el símbolo ZURN. A fecha de 1 de diciembre de 2012, la empresa está compuesta por 148,300,123 acciones registradas abonadas en su totalidad y 124,847  accionistas. El 24.7% de los titulares de las acciones registradas corresponden a personas físicas (15.3% de todas las acciones emitidas), el 7.2% son fundaciones y fondos de pensiones (4.5% de todas las acciones emitidas) y el 68.1% eran otras entidades legales (42.3% de todas las acciones emitidas).
En sus resultados del año 2012, Zurich informó de unos ingresos netos después de impuestos (atribuibles a los accionistas) de 3.878 de billón $
lo que representa un aumento del 3% con respecto al año anterior, y unos beneficios operativos de 4.075 billón de $. Declaró unos dividendos anuales de 17,00 CHF, que se abonarán en abril del año 2013.
La empresa cuenta con una robusta posición de capital, con una relación Solvency 1 de 278% a fecha de 31 de diciembre de 2012 y una relación en el Swiss Solvency Test de 178% a fecha de 1 de julio de 2012, muy superior a los requisitos de capital mínimos. La buena salud del balance general de Zurich se ve reflejada en los informes de las agencias de calificación. A fecha de 31 de diciembre de 2012, Zurich Insurance Company Ltd presentaba la calificación "AA-/estable" de Standard and Poor’s, "Aa3/estable" de Moody’s y "A+/estable" de A.M Best.
Todas las cifras que aparecen a continuación corresponden al año que finalizó el 31 de diciembre, y se expresan en millones de USD a menos que se indique lo contrario.
| Año que finalizó el 31 de diciembre | Ingresos (millones de $) | Beneficios antes de impuestos (millones de $) | Beneficios después de impuestos (millones de $) | Ganancias básicas por acción (CHF) |
| ----------------------------------- | ------------------------ | --------------------------------------------- | ----------------------------------------------- | ---------------------------------- |
| 2012                                | 70,414                   | 4,075                                         | 3,878                                           | 24.79                              |
| 2011                                | 52,983                   | 4,243                                         | 3,750                                           | 22.69                              |